# Der Preis einer Nacht
Der Preis einer Nacht ist ein deutscher Aufklärungsfilm von Heinz Gerhard Schier aus dem Jahr 1966, dessen Uraufführung am 17. Februar 1967 erfolgte.

## Handlung
Auf einer Party lernen sich die lebenslustige Anita und Wolfgang kennen. Schon bald steht fest, dass Anita schwanger ist. Sie begibt sich in die Hände eines Abtreibers und stirbt an den Folgen des Eingriffs. Ein Arzt erklärt den Zuschauern, was Abtreibung bedeutet.
Dann geht es in das Dirnenviertel St. Pauli. Der junge Kaufmann Frank Peters bekommt von seinem Chef den Auftrag, seinen schwedischen Kunden Johannson auszuführen. Sie besuchen verschiedene Strip-Lokale und verbringen den Rest der Nacht mit einem Mädchen. Nach einigen Tagen stellt sich heraus, dass sie sich mit einer Geschlechtskrankheit infiziert haben. Wieder greift der Arzt in die Handlung ein und erklärt die verschiedenen Geschlechtskrankheiten.

## Kritiken
Die Westdeutsche Allgemeine Zeitung schrieb am 24. Juni 1967, die reißerischen Werbemittel ließen keinen Zweifel an der Absicht des „zwielichtigen“ Aufklärungsfilms, dem es wohl kaum um Moral ginge.
Der Katholische Filmdienst bezeichnete Der Preis einer Nacht als „standpunktloser Aufklärungsfilm“ und urteilte: „Wir raten ab.“
Rolf Thissen bemerkte in seinem Buch Sex verklärt (1995), der Film wirke wie ein letztes Aufbäumen des „alten“ Aufklärungsfilmes, während die Dinge vielfach in Bewegung gerieten und 1964 bereits acht Millionen Frauen weltweit die Pille genommen hätten. Auf all das habe dann auch der Aufklärungsfilm reagiert.